# Mleccha
Mleccha (Sanskriet: म्लेच्छ, mlechcha) is een Sanskriet term die de bewoners van het zuiden van Azië (India, Voor-Indië) gebruikten om vreemdelingen te beschrijven. Oorspronkelijk, in de Vedische periode, werden met het woord alle personen bedoeld die nog geen Ariërs waren, oftewel personen die geen Sanskriet spraken en de Arische cultuur en traditie (de dharma) niet begrepen of kenden. Het gebruik komt overeen met de manier waarop de oude Grieken buitenlanders collectief barbaren noemden en op hen neerkeken. 
Mleccha's werden als onrein beschouwd. Oorspronkelijk, in de tijd dat de Ariërs zelf nieuw in India aankwamen, zal de term gebruikt zijn om de oorspronkelijke (waarschijnlijk Dravidische) bevolking van het gebied aan te duiden. Later werden invallers uit het noorden, zoals Grieken, Scythen, Perzen, Kushana's, en in de 11e eeuw de Turks-islamitische veroveraars van Hindoestan, ook mleccha's genoemd.
De Pers Al-Biruni verhaalde rond 1030:
all their fanaticism is directed against those who do not belong to them—against all foreigners. They call them mleccha, i.e. impure, and forbid having any connection with them, be it by intermarriage or any other kind of relationship, or by sitting, eating, and drinking with them, because thereby, they think, they would be polluted. They consider as impure anything which touches the fire and the water of a foreigner; and no household can exist without these two elements. Besides, they never desire that a thing which once has been polluted should be purified and thus recovered, as, under ordinary circumstances, if anybody or anything has become unclean, he or it would strive to regain the state of purity. They are not allowed to receive anybody who does not belong to them, even if he wished it, or was inclined to their religion.
De Mahabharata 8.30.70 stelt dat mleccha's het vuil van de mensheid zijn, terwijl volgens 12.181.10–18 mleccha's lager zijn dan shudra's. Er zijn uitzonderingen, zoals Shabara die in Mimamsabhashya aangaf dat mleccha's beter zijn in het fokken en vangen van vogels.